# Rio Calova
O Rio Calova é um rio da Romênia, afluente do Timiş, localizado no distrito de Caraş-Severin.